# Эрдели, Ксения Александровна
Ксе́ния Алекса́ндровна Эрде́ли (24 февраля (8 марта) 1878, Миролюбовка, Херсонская губерния — 27 мая 1971, Москва) — российская, советская арфистка, композитор, педагог. Народная артистка СССР (1966). Считается основоположницей советской школы исполнительства на арфе.

## Биография
Из старинного дворянского рода Эрдели венгерского происхождения, основатель которого прибыл в середине XVIII века в Российскую империю из Трансильвании. Род Эрдели дал Российской империи двух губернаторов и одного из ключевых военачальников Добровольческой армии. Эрдели владели на юге России, в Елизаветградском уезде Херсонской губернии, на территории так называемой Новой Сербии, крупными поместьями, которые постепенно дробились между наследниками, но к моменту рождения Ксении Александровны всё еще приносили порядочный доход.
Родилась 24 февраля (8 марта) 1878 года в деревне Миролюбовка, близ Елисаветграда (по другим источникам — 8 (20) февраля 1878 года в Елисаветграде).
В 1895 году окончила Смольный институт благородных девиц в Санкт-Петербурге, где наряду с занятиями по общеобразовательным предметам обучалась пению, игре на фортепиано, хоровому дирижированию. С 1891 по 1899 год обучалась игре на арфе у Екатерины Вальтер-Кюне.
В 1895—1899 годах — арфистка оркестра Итальянской оперы. С 1899 года выступала в концертах как солистка.
В 1899—1907 и 1918—1938 годах — солистка оркестра Большого театра.
Одновременно играла в оркестрах Императорского Русского музыкального общества (1899—1907), Московского филармонического общества (1901—1907), в Персимфансе (1925—1932), в Государственном симфоническом оркестре СССР (1936—1938). В 1908 году участвовала в концертах под управлением Александра Зилоти.
Ксения Эрдели — первая исполнительница посвященных ей концертов для арфы с оркестром Н. Г. Парфёнова (1932), Р. М. Глиэра (1938), В. Н. Цыбина (1940), С. Н. Василенко (1949), А. И. Кос-Анатольского (1954), произведений для арфы Ц. А. Кюи, А. Т. Гречанинова, М. М. Ипполитова-Иванова, С. С. Прокофьева, Л. К. Книппера, М. В. Коваля и др., а также первая исполнительница в России «Интродукции и Аллегро» М. Равеля (1909), «Хорала с вариациями» для арфы и оркестра Ш. Видора (1913). Особое место в концертных программах занимали произведения П. И. Чайковского в её переложении.

Могила Эрдели на Новодевичьем кладбище.

Выступала в ансамбле с певцами В. Н. Петровой-Званцевой, Е. И. Збруевой, Н. В. Салиной, К. Г. Держинской, Н. А. Обуховой, В. В. Барсовой, Е. К. Катульской, Н. Д. Шпиллер, И. С. Козловским, М. О. Рейзеном, Г. С. Пироговым, П. М. Норцовым, а также с инструменталистами и инструментальными ансамблями.
Исполнение отличали высокая виртуозность и красота звучания. Была первой сольной исполнительницей на арфе в России и СССР. Ей принадлежат многочисленные переложения для арфы пьес русских, советских и зарубежных композиторов, обработки, редакции, а также собственные сочинения для арфы.
Организовывала различные арфовые ансамбли (до 20 арф), была инициатором создания единственного в мире профессионального квартета арф.
Выступала во многих городах СССР.
В 1900—1906 годах преподавала в Музыкально-драматическом училище Московского филармонического общества (ныне ГИТИС), в 1904—1907 — в Екатерининском институте, в 1908—1913 — в Смольном институте, в 1913—1917 — в Петроградской консерватории. Вела класс арфы в 1905—1907 и с 1918 года до самой смерти в Московской консерватории (с 1939 — профессор), в 1944—1954 годах — также в Музыкально-педагогическом институте им. Гнесиных. Среди учеников — В. Г. Дулова, Э. В. Кузьмичёва, О. Г. Эрдели.
В 1967 году вышла в печать книга её мемуаров «Арфа в моей жизни».
Умерла 27 мая 1971 года в Москве. Похоронена на Новодевичьем кладбище.

### Семья
- Муж (с 1907) — Николай Николаевич Энгельгардт (1870-е — не ранее 1932), офицер русской армии, весной 1931 года привлечён по «академическому делу» и приговорён к 10 годам лишения свободы, в 1932 году освобождён по ходатайству Помполита[8].
- Двоюродная племянница — Ольга Георгиевна Эрдели (1927—2015), арфистка, профессор Московской консерватории. Народная артистка РСФСР (1986). Ученица К. А. Эрдели.

## Звания и награды
- Заслуженная артистка Республики (1928)[9]
- Народная артистка РСФСР (1956)
- Народная артистка СССР (1966)
- Орден Трудового Красного Знамени (1946, в связи с 80-летием Московской консерватории)
- Два ордена «Знак Почёта» (02.06.1937 — за выдающиеся заслуги в деле развития оперного и балетного искусства, 1949[10])
- Медали.

## Сочинения
- Три прелюдии (1948)
- Элегия памяти М. И. Глинки (1950)
- Десять легких пьес в стиле русских песен (1951, 1959)
- «Украина», фантазия для арфы (1952)
- Вариации на русскую народную песню (1955)
- Сорок этюдов (первая тетрадь — 1961, вторая тетрадь — 1963)

## Литературные издания
- Заметки об арфе // Советская музыка. 1959. № 5
- Моя жизнь в музыке // Советская музыка. 1962. № 4
- Арфа в моей жизни. М., 1967.